# مانشستر الكبرى
مانشستر الكبرى أو مَنشِستَر الكبرى (Greater Manchester) هي حاضرة مقاطعة في شمال غرب انكلترا ، وعدد سكانها 2.56 مليون نسمة. وهي تشمل واحدة من أكبر المناطق الحضرية في المملكة المتحدة ، ومؤلف من عشرة أحياء العاصمة : بولتون ، ادفن ، أولدهام ، روتشديل ، ستوكبورت ، تامسايد ، ترافورد، ويجان ، ومدن ومشفى سالفورد و مانشستر. مانشستر الكبرى أنشئت 1 أبريل 1974 نتيجة لقانون الحكم المحلي لعام 1972.
مانشستر الكبرى لا تطل على البحر, و تحدها تشيشاير (إلى الجنوب الغربي والجنوب) ، ديربيشاير (الجنوب الشرقي) ، ويست يوركشير (شمال شرق) ، لانكشاير (شمال) ، ليفربول (إلى الغرب). مانشيستر الكبرى تعد ثالث أكبر تجمع حضري من حيث عدد السكان في المملكة المتحدة، و بما أنها تُعد من المدن الاحتفالية الرئيسية، لمانشستر الكبرى اللورد الملازم لها وسام شريف.
محافظة مجلس مانشيستر ألغيت في عام 1986 ، وذلك أقضيته (أحياء العاصمة) حالياً على نحو فعال وحدوي مناطق السلطة، إلا أن لندن القطرية، التي تقع على بعد نحو 496 ميلا مربعا (1285 km2) [3]) لا يزال قائما في القانون وبوصفها إطارا مرجعيا جغرافية عدد من المقاطعات على نطاق الخدمات منسقة من خلال رابطة من سلطات مانشستر الكبرى.
قبل إنشاء العاصمة القطرية، اسم SELNEC استخدم في هذا المجال، مأخوذة من الأحرف الأولى "في جنوب شرق لانكشاير في شمال شرق شيشاير"(South East Lancashire North East Cheshire). مانشستر الكبرى هي خليط من 70 من المحليات ومن المقاطعات السابقة من المقاطعات الإدارية لانكشاير ، وتشيشاير يوركشاير الغربية الركوب وثمانية أحياء محافظة مستقلة.

## توأمة
لمانشستر الكبرى اتفاقيات توأمة مع:
- باينه

## أعلام
- باول يونغ
- وينفريد ماري ليتس
- كارل دنفر
- جيمي هامبسون
- كين هاربر
- أندرو ستيل
- ريان تونيكليف
- سيريل سميث